# جان بارنز (راهب)
جان بارنز (مرگ ۱۶۶۱ میلادی)، یک راهب بندیکتین انگلیسی بود.

## زندگی‌نامه
او در دانشگاه آکسفورد تحصیل کرده بود، اما پس از کاتولیک شدن به اسپانیا رفت و الوهیت در دانشگاه سالامانکا تحت خوان آلفونسو Curiel خواند. وی پس از تصمیم برای پیوستن به مردم اسپانیا نشان سنت بندیکت، در ۱۲ مارس ۱۶۰۴میلادی در صومعه سنت بندیکت در والادولید لباس خدمت خود را پوشید. سال بعد در ۲۱ مارس اعلام شد که در تاریخ ۲۰ سپتامبر ۱۶۰۸میلادی به کشیش منصوب شد. وی سپس در منطقه دوآی و اس تی مالو در اسپانیا فعالیت خود را آغاز کرد. وی پس از مدتی کار در این کشور، بازداشت و همراه چند کشیش دیگر به نرماندی تبعید شد. او که به پیشگویی انگلیسی در دیولوارت، در لورن دعوت شد، در آنجا یک سخنرانی در مورد الوهیت داشت، و بعداً به همین دلیل در کالج مارچین در دوای مشغول به کار شد.
بارنز که دوباره وارد انگلستان شد، در سال ۱۶۲۷میلادی در آکسفورد به‌طور خصوصی اقامت گزید تا در کتابخانه بادلین، مطالبی برای برخی از آثار خودش را که قصد انتشار آن‌ها را داشت، جمع‌آوری کند. در این دوره برادرانش او را به عنوان یک دشمن می‌دیدند.
او دشمن قدرت موقتی پاپ بود. او به تعلیم برخی از کاسیویست‌ها در موضوع گمراهی بیانیه‌هایی صادر کرده بود. وی تأیید کرده بود که قبل از اصلاحات هرگز هیچ جماعتی از بندیکتین‌ها در انگلیس وجود نداشته‌است، به استثنای نظم کلونی و او با پدر فرانسیس والگراو، با ائتلاف راهبان متعلق به جماعت اسپانیا، ایتالیا (کاسین) و انگلیس مخالفت آشکار خود را اعلام کرد.
وود نقل می‌کند که نوشته‌های او «وی را چنان مورد تنفر فرماندهان خود قرار داد که موجب تلاش برای الگوبرداری از وی شد». بارنز، با درک خطر، به پاریس فرار کرد و در آنجا تحت حمایت سفیر اسپانیا قرار گرفت.
در نتیجه، تلاش‌های انجام شده توسط پدر کلمنت رینرو علاقه او به آلبرت اتریشی، بارنز را به زور از پاریس تبعید کردند، همین موضوع باعث شد تحقیقات و کتاب‌های او نانوشته باقی بماند پس از پاریس او را به سرعت به فلاندر تبعید کردند.
به گفته وود، وی از فلاندر به رم منتقل شد، جایی که به دستور پاپ، او را ساکت کردند و دیگر خبری از عقاید و سخنان او در هیچ جا نبود. او را به یک دیوانه خانه در پشت کلیسای سنت پل منتقل کردند. به نظر افراد زیادی او تا زمان قبل از مرگ خود، یعنی قبل از اوت ۱۶۶۱میلادی، در آنجا زندانی شده بود.
توسط حزب اصلاح شده بارنز به عنوان ایرنوس لقب گرفته بود که مردی فرهیخته، صلح طلب و معتدل بود. اما نویسندگان کاتولیک، رفتار و کردار او را به شدت محکوم می‌کردند.
به عنوان مثال، Dom Bennet Weldon می‌گوید: «من نامه‌های زیادی را جمع‌آوری کرده‌ام که نشان می‌دهد او در انگلیس در سندهای موجود دستکاری‌های بسیاری کرده بود تا بتواند زود تر از موعد خود حقوق بازنشستگی خود را از دولت دریافت کند؛ که در نهایت با در یافت این مستمری و خرج کردن آن برای عقاید خود و ترویج آن‌ها به عنوان یک تهدید جدی برای آن‌ها محسوب می‌شد.»

## آثار
- جایزه امتحان، جماعت سفارش سنت بندیکت و انگلیس ریمز، ۱۶۲۲، ۸ تا این پاسخی است به جماعت پدر ادوارد میهو، انگلستان، دستور سنت بندیکت تروفا، ریمز، ۱۶۱۹میلادی. پاسخ به بارنز در برخی از نسخه‌های Reyner's Apostolatus benedictinorum در آنگلیا یافت می‌شود اما بدون ذکر نام یا ذکر نام بارنز است.
- Dissertatio contra Æquivocationes، پاریس، ۱۶۲۵میلادی، او به استدلال‌های پارسونز و لسیوس حمله می‌کند.
- نبرد معنوی از اسپانیایی جان کاستانیزا که به اسپانیایی ترجمه شده‌است.
- کاتولیک رومی-اقیانوس آرام، آکسفورد، سال ۱۶۸۰میلادی.